# Nicolas Oikonomidès
Nicolas Oikonomidès (ur. 14 lutego 1934 w Atenach; zm. 31 maja 2000) – naturalizowany Kanadyjczyk pochodzenia greckiego, historyk, bizantynolog.

## Życiorys
Studia ukończył na Uniwersytecie w Atenach pod kieunkiem Dionisiosa Zakythinosa. Następnie udał się w 1958 roku do Paryża na studia doktoranckie do Paula Lemerle. Od tego czasu datuje się jego współpraca z francuska szkołą bizantynologiczną. Po krótkim pobycie w Grecji, po nastaniu dyktatury pułkowników w 1967 został zmuszony do emigracji. W lipcu 1969 roku przeniósł się z żoną (historyk Osmanów - Elizabeth Zachariadou) do Kanady, gdzie uzyskał stanowisko profesora historii na Uniwersytecie w Montrealu. Tam pracował do 1989 roku.
Prowadził badania m.in. nad pieczęciami bizantyńskimi. 

## Wybrane publikacje
- Les listes de préséance byzantines des IXe et Xe siècle, Paris 1972.
- Fiscalité et exemption fiscale à Byzance (IXe-XIe siècle), Athènes 1996.
- Social and economic life in Byzantium, Aldershot 2004.
- Society, Culture and Politics in Byzantium, Aldershot 2005.